# Neide Simões
Neide Marina Fidalgo Alves Mateus Simões (* 19. Juli 1988 in Viseu) ist eine portugiesische Fußballspielerin.

## Karriere

### Vereine
Simões startete ihre Fußballkarriere in ihrer Heimatstadt bei Associação Académica Viseu. 2001 verließ sie den Verein und wechselte in die C-Jugend von Escola Futebol Clube Molelinhos. 15-jährig bestritt sie für Escola 2002/2003 bereits ihr Seniorendebüt. Nach zehn Jahren in Portugals höchster Frauenfußballliga, verließ sie ihren Verein aus dem Kreis Tondela und wechselte zum deutschen Bundesligisten SC 07 Bad Neuenahr. Für die erste Mannschaft kam sie bisher nicht zum Einsatz; für die zweite Mannschaft bestritt sie drei Spiele in der 2. Bundesliga Süd. Sie debütierte am 22. September 2012 (3. Spieltag) beim torlosen Remis im Heimspiel gegen 1. FC Saarbrücken. Nach der Insolvenz des SC 07 Bad Neuenahr, war sie für zwei Monate vereinslos. Am 12. August unterschrieb sie dann einen 1-Jahres-Vertrag mit dem 1. FC Köln. Im Juni 2014 wurde sie beim 1. FC Köln verabschiedet und kehrte nach Portugal zurück.

### Nationalmannschaft
Im September 2005 wurde sie erstmals in die U-19 Nationalmannschaft berufen und gab ihr Debüt am 27. September 2005 beim 3:2-Sieg über die Slowakische U-19 Nationalmannschaft. Für die U-19 Fußballnationalmannschaft Portugals absolvierte sie 17 Länderspiele, bevor sie 2007 in der A-Nationalmannschaft debütierte. Mit der A-Nationalmannschaft nahm sie vom 6. bis 13. März 2013 am Algarve-Cup teil, kam im ersten (2:0 gegen Wales; am 6. März) und dritten Gruppenspiel (0:3 gegen Mexiko; am 11. März) zum Einsatz und belegte mit ihr den 11. Platz, nachdem die Auswahl Wales’ im Elfmeterschießen mit 3:1 bezwungen wurde.

## Erfolge
- Portugiesischer Pokal: 2009
- Portugiesischer Superpokal: 2016